# 比金桃子
比金 桃子（ひがね ももこ、1993年3月3日 - ）は、日本の元女子バレーボール選手。

## 来歴
東京都品川区出身。3月3日（桃の節句）に誕生したことから桃子と命名された。実父は高校までバレーボール選手であり、その影響か小学4年次からバレーボールを始めた。最初はスパイカーであったがセッターに転向した。都内バレーボール強豪中学である品川区立大崎中学校に進み、全国大会にも出場した。この試合を観戦していた東九州龍谷高等学校監督の相原昇は比金のハンドリングのよさと巧みなトスさばきに惚れ込み、同校に勧誘した。
こうして東九州龍谷高等学校に進学。同級生に村田しおり、筒井さやからがいる。高校時代は春高バレー、インターハイなどで全国制覇を果たした。卒業後は青山学院大学へ進学し、同学のバレーボール部で活躍し、関東大学バレーボール女子1部リーグ戦で3連覇、3年次に全日本インカレで準優勝を果たした。4年次には主将を務めた。2014年7月の東アジア地区選手権で金メダルを獲得した。
2014年10月、Vプレミアリーグのトヨタ車体クインシーズの内定選手となり、2015年2月の岡山シーガルズ戦でVリーグデビューをした。2015年5月の第64回黒鷲旗大会で準優勝に貢献し、自身も若鷲賞を受賞した。
2019年、2018-19シーズン終了をもって現役を引退した。

## 人物
- 三人姉妹の長女。次女のみなみは桃子と同じく東九州龍谷高校から青山学院大学に進み久光製薬スプリングスに入団したセッター。三女の有紀も同じく東九州龍谷高校・青山学院大学でセッターを務めた[2][9]。

## 受賞歴
- 2015年 第64回黒鷲旗全日本男女選抜バレーボール大会　若鷲賞

## 所属クラブ
- 品川区立鈴ヶ森小学校（立会アタッカーズ）
- 品川区立大崎中学校
- 東九州龍谷高等学校（2008-2011年）
- 青山学院大学（2011-2015年）
- トヨタ車体クインシーズ（2015-2019年）

## 個人成績
Vプレミアリーグレギュラーラウンドにおける個人成績は下記の通り。
| シーズン | 所属       | 出場 | 出場   | アタック | アタック | アタック | アタック | ブロック | ブロック | サーブ | サーブ | サーブ | サーブ | レセプション | レセプション | 総得点 | 備考     |
| -------- | ---------- | ---- | ------ | -------- | -------- | -------- | -------- | -------- | -------- | ------ | ------ | ------ | ------ | ------------ | ------------ | ------ | -------- |
| シーズン | 所属       | 試合 | セット | 打数     | 得点     | 決定率   | 効果率   | 決定     | /set     | 打数   | エース | 得点率 | 効果率 | 受数         | 成功率       | 総得点 | 備考     |
| 2014/15  | トヨタ車体 | 3    | 2      | 1        | 1        | 100.0%   | %        | 0        | 0.00     | 3      | 0      | 0.00%  | 8.3%   | 0            | 0.0%         | 1      | 内定選手 |
| 2015/16  | トヨタ車体 | 21   | 7      | 0        | 0        | 0.0%     | %        | 0        | 0.00     | 3      | 0      | 0.00%  | 0.0%   | 0            | 0.0%         | 0      |          |
| 2016/17  | トヨタ車体 | 21   | 78     | 25       | 10       | 40.0%    | %        | 2        | 0.03     | 298    | 1      | %      | 6.6%   | 3            | 0.0%         | 13     |          |
| 2017/18  | トヨタ車体 | 21   | 78     | 10       | 3        | 30.0%    | %        | 7        | 0.09     | 297    | 2      | %      | 8.0%   | 4            | 37.5%        | 12     |          |
| 2018/19  | トヨタ車体 |      |        |          |          | %        | %        |          |          |        |        | %      | %      |              | %            |        |          |